# リッサウイルス感染症

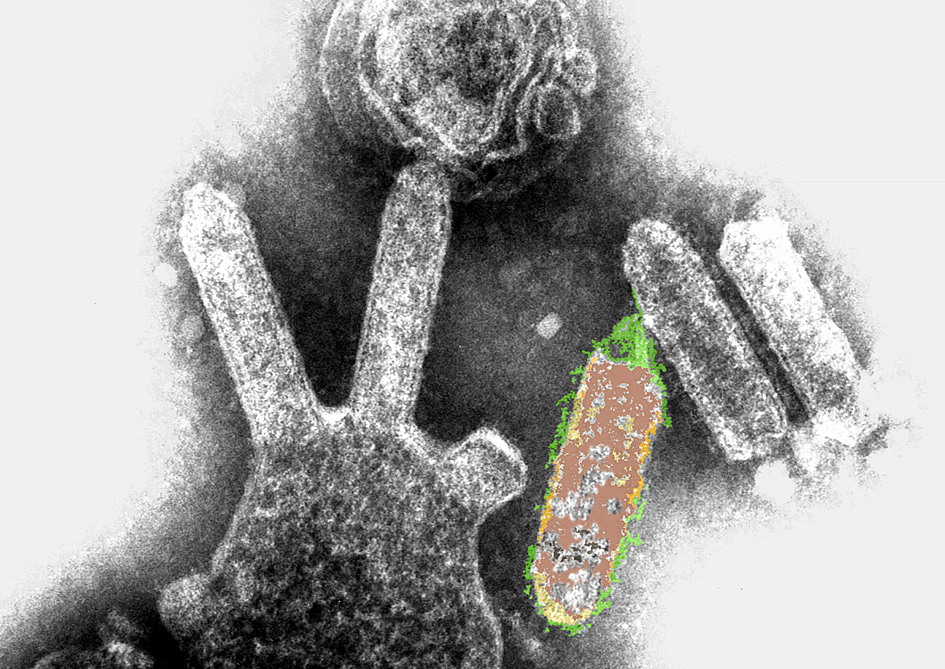
オーストラリアコウモリリッサウイルスの透過型電子顕微鏡写真

リッサウイルス感染症（リッサウイルスかんせんしょう、Lyssavirus infection）は、ラブドウイルス科リッサウイルス属のウイルスを病原体とするウイルス性の人獣共通感染症である。
リッサウイルス属は14種が確認されており、狂犬病ウイルスはそのひとつ。それ以外のリッサウイルス (nonrabies lyssaviruses) は狂犬病類似ウイルス (rabies-related viruses) とも呼ばれ、同様に重篤な症状を引き起こすものの感染例が非常に少ないことから、法令などでは一括して扱われている。日本では2014年現在まで、感染・ウイルス検出ともに事例が無い。

## 病原体
リッサウイルス属は7つの遺伝子型に分類され、1〜7の番号が振られている。
- Genotype 1（狂犬病ウイルス：Rabies virus）
- Genotype 2（ラゴスコウモリウイルス：Lagos bat virus） ※ 感染例なし
- Genotype 3（モコラウイルス：Mokola virus）
- Genotype 4（ドゥベンヘイジウイルス：Duvenhage virus）
- Genotype 5（ヨーロッパコウモリリッサウイルス1：European bat lyssavirus type 1; EBL1）
- Genotype 6（ヨーロッパコウモリリッサウイルス2：European bat lyssavirus type 2; EBL2）
- Genotype 7（オーストラリアコウモリリッサウイルス：Australian bat lyssavirus; ABL）

Genotype 2〜7の主な宿主はコウモリで、これまでアフリカ、ヨーロッパ、オーストラリア大陸でウイルスが確認されているほか、東南アジアでも抗体を持つコウモリが見つかっている。

## 治療
報告されている感染例は1968〜2002年にかけて9例と非常に少なく、モコラウイルスに感染したが短期間で回復した1例を除き感染者全員が死亡している。
ウイルスの構造や性質は狂犬病ウイルスと類似していて、臨床症状も同じなので、区別には遺伝子型を確認する必要がある。モコラウイルスを除き、狂犬病ワクチンによる予防効果があるため、治療にも有効と考えられている。